# روبرتس لاند
كانت أرض روبرت، أو أرض الأمير روبرت، تقع في منطقة أمريكا الشمالية البريطانية وتضم حوض تصريف خليج هدسون، وهي منطقة كانت تحتكر فيها شركة خليج هدسون احتكارًا تجاريًا لمدة 200 عام من عام 1670 إلى عام 1870. المنطقة التي كانت تعرف سابقًا باسم روبرت أصبحت الأرض الآن جزءًا أساسيًا من كندا، ولكن يوجد جزء صغير الآن في الولايات المتحدة. سميت على اسم الأمير روبرت الرايني، ابن شقيق تشارلز الأول ملك إنجلترا وأول حاكم لشركة خليج هدسون (HBC). في ديسمبر 1821، إمتد إحتكار HBC من أرض روبرت إلى ساحل المحيط الهادئ.
كانت المناطق التي تنتمي إلى أرض روبرت تقع في الغالب في كندا الحالية وشملت مانيتوبا بأكملها ومعظم ساسكاتشوان وجنوب ألبرتا وجنوب نونافوت والأجزاء الشمالية من أونتاريو وكيبيك. وشملت أيضًا أراضي الولايات المتحدة الحالية، بما في ذلك أجزاء من ولايتي مينيسوتا وداكوتا الشمالية وأجزاء صغيرة جدًا من مونتانا وداكوتا الجنوبية. كانت الحدود الجنوبية الغربية لبحيرة الغابة إلى جبال روكي هي فجوة الصرف بين مستجمعات المياه في المسيسيبي وساسكاتشوان حتى استبدلت إتفاقية لندن لعام 1818 بالتوازي التاسع والأربعين.